# Herb województwa lubelskiego

Herb województwa lubelskiego

Herb województwa lubelskiego – symbol województwa lubelskiego.
Herb województwa lubelskiego przedstawia w czerwonym polu herbowym, białego jelenia w skoku ze złotą koroną królewską na szyi. Jeleń skierowany jest w heraldycznie prawą stronę.
Herb przypomina w pewnym stopniu herb Brochwicz. Został ustanowiony Uchwałą Nr XLVI/615/02 Sejmiku Województwa Lubelskiego z dnia 23 września 2002 r. Autorem projektu był Andrzej Heidrich.

## Herb województwa w II Rzeczypospolitej
"Tarcza dwudzielna – w polu górnym czerwonym jeleń biały rogaty, na którego szyi korona królewska złota, nogi przednie jakby do biegu zapędzonego podniesione; w polu dolnym zielonym niedźwiedź biały między trzema drzewami." Herb ten był identyczny z herbem guberni lubelskiej Królestwa Polskiego. Było to połączenie herbów województwa lubelskiego I Rzeczypospolitej i ziemi chełmskiej.

## Galeria

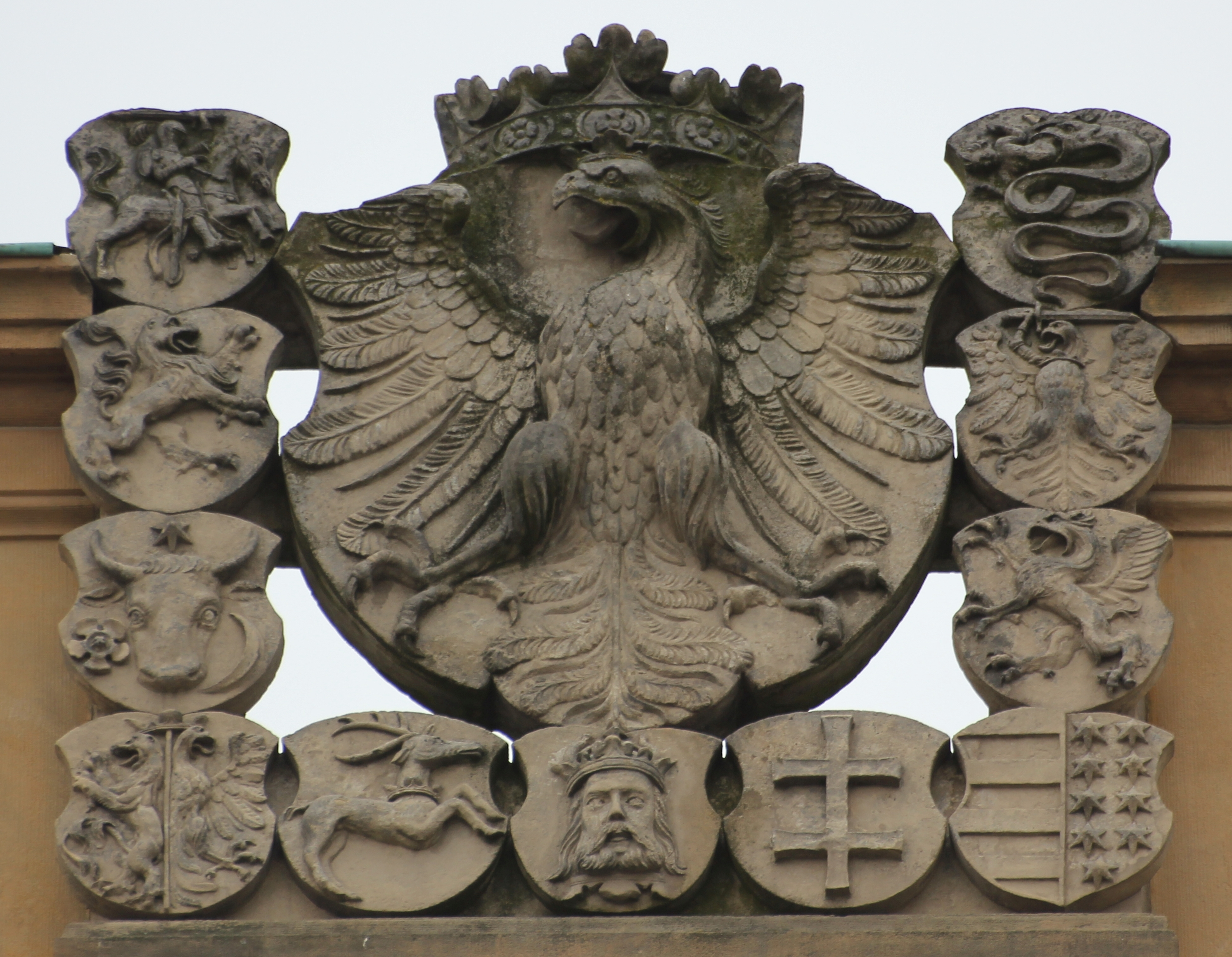
W dolnej części herb województwa lubelskiego na zbudowanej w latach 1554-1560 renesansowej bramie zamku w Brzegu na Dolnym Śląsku.
Herb województwa lubelskiego II Rzeczypospolitej